# Tasiocera (Tasiocera) attenuata
Tasiocera (Tasiocera) attenuata is een tweevleugelige uit de familie steltmuggen (Limoniidae). De soort komt voor in het Australaziatisch gebied.